# Vari's
Vari's (Varecia) zijn een geslacht van maki's (Lemuridae). De wetenschappelijke naam van het geslacht werd in 1863 gepubliceerd door John Edward Gray. Net als alle maki's zijn vari's endemisch op Madagaskar.

## Kenmerken
Vari's zijn de grootste nog levende maki's en hebben een opvallend kleurpatroon. Er zijn geen onderlinge verschillen in kleurpatroon of grootte tussen de seksen.

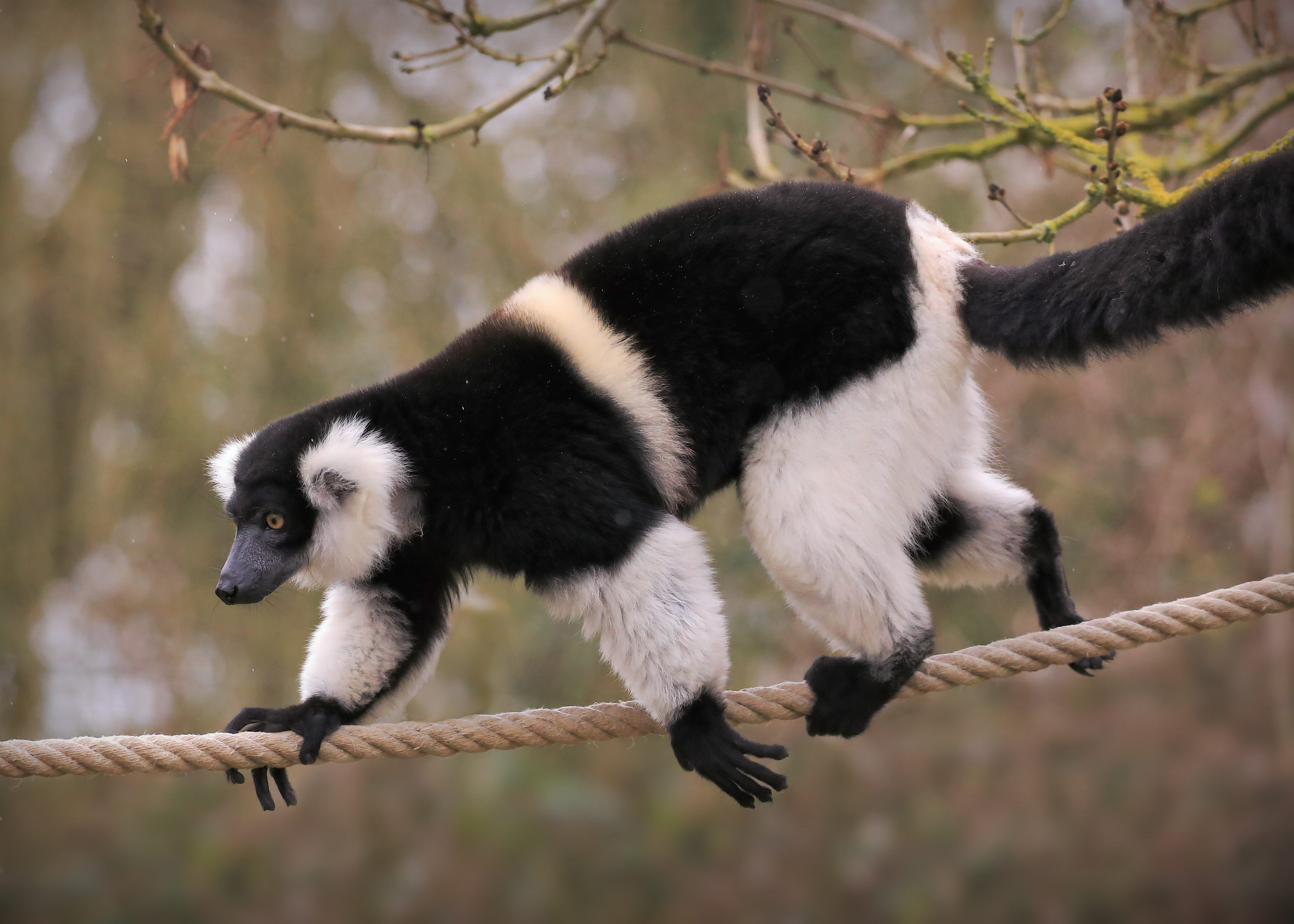
Gordelvari (Varecia variegata subcincta)
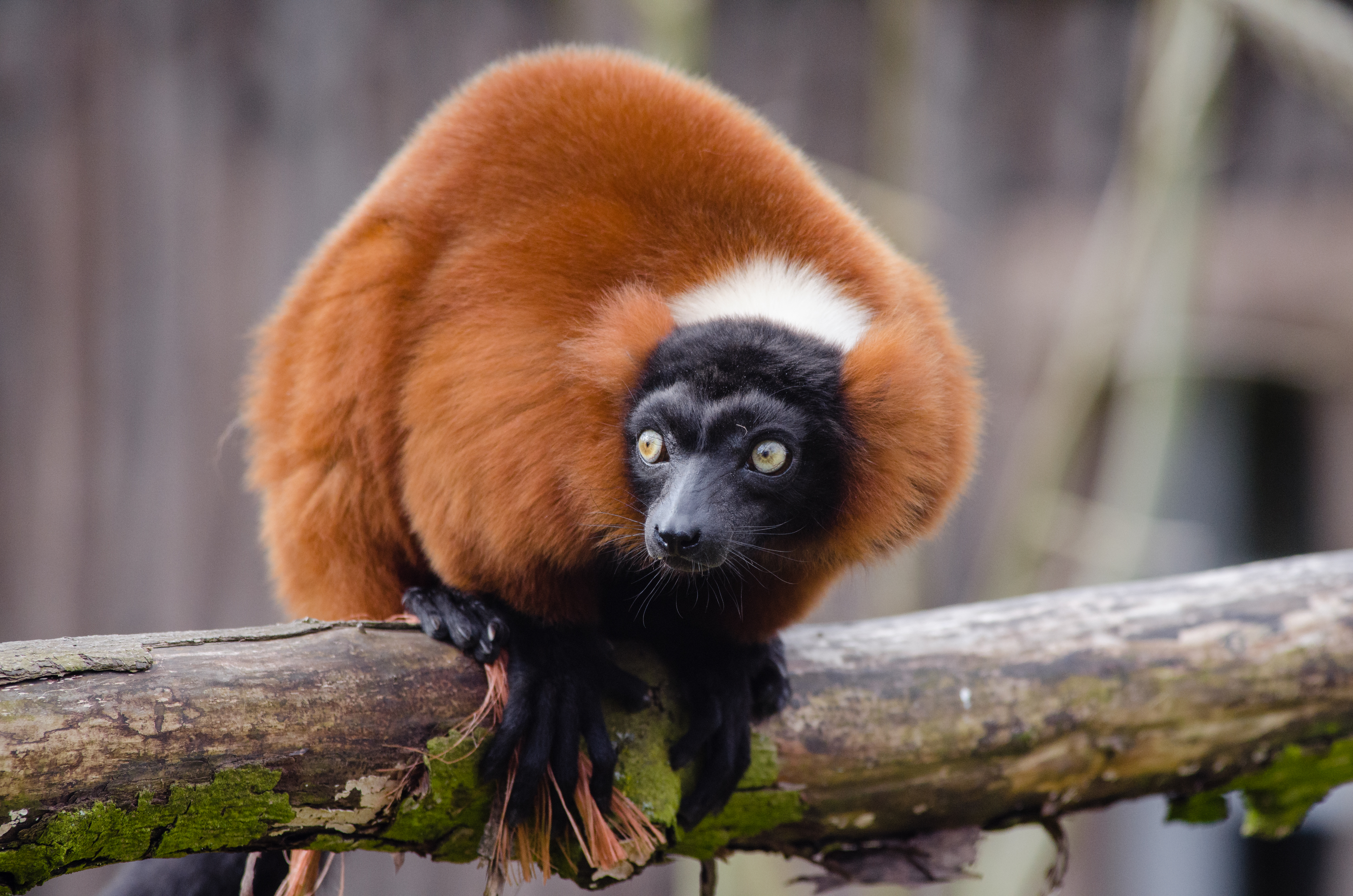
Rode vari (Varecia rubra)

Vari's zijn dagactieve dieren. Het voedingspatroon bestaat vrijwel alleen maar uit fruit en andere plantendelen. De meeste populaties voeden zich jaarlijks met minstens tachtig verschillende plantensoorten. Vari's zijn sterk aan hun leefgebied gebonden en zijn daarom kwetsbaar. Ze zijn overwegend polygaam en hebben van alle maki's de kortste draagtijd.

## Taxonomie en verspreiding

Verspreidingsgebieden
----
Rode vari (Varecia rubra)
Vari (Varecia variegata)

De wetenschappelijke naam van het geslacht werd voor het eerst geldig gepubliceerd in 1863 door John Edward Gray. Het geslacht bestaat uit twee soorten, de rode vari (Varecia rubra) en de vari of bonte maki (Varecia variegata). Vroeger werd er slechts één soort erkend, waarbij de rode vari en de gewone vari als ondersoorten werden getaxonomeerd.
Het verspreidingsgebied van de vari bestaat uit diverse kleine gebieden in de oostelijke regenwouden van Madagaskar. De rode vari komt enkel voor in regenwouden op het schiereiland Masoala.